# Всеукраїнська асоціація інфекціоністів
Всеукраїнська Асоціація інфекціоністів — всеукраїнська громадська організація, яка об'єднує на основі добровільності, професійної спільності інтересів обласні (міські) й АР Крим науково-практичні товариства лікарів-інфекціоністів України. Створена у травні 1997 в м. Полтава. Голова — академік НАМН України, професор Михайло Андрейчин (1998—2021). На X з'їзді інфекціоністів України (6-7 жовтня 2021) президентом Громадської організації «Всеукраїнська асоціація інфекціоністів» обрана професор Голубовська Ольга Анатоліївна. 

## Про асоціацію
Всеукраїнська Асоціація інфекціоністів розробляє і вносить на розгляд законодавчих органів, міністерств та органів охорони здоров'я пропозиції щодо вдосконалення системи охорони здоров'я та медичної допомоги населенню, вирішує професійні, соціальні й правничі питання діяльності її членів; надає науково-медичну і практичну допомогу органам охорони здоров'я; впроваджує у практику передовий досвід і досягнення науки; узагальнює досвід роботи практикуючих лікарів і новаторів у боротьбі з інфекційними хворобами; бере участь у розробці навчальних планів та програм навчальної дисципліни «Інфекційні хвороби» у вищих і середніх навчальних закладах, готує до видання наукові й науково-популярні праці; проводить з'їзди, науково-практичні конференції та пленуми в Україні, співпрацює зі спільнотами інфекціоністів за кордоном.

## З'їзди

### IX

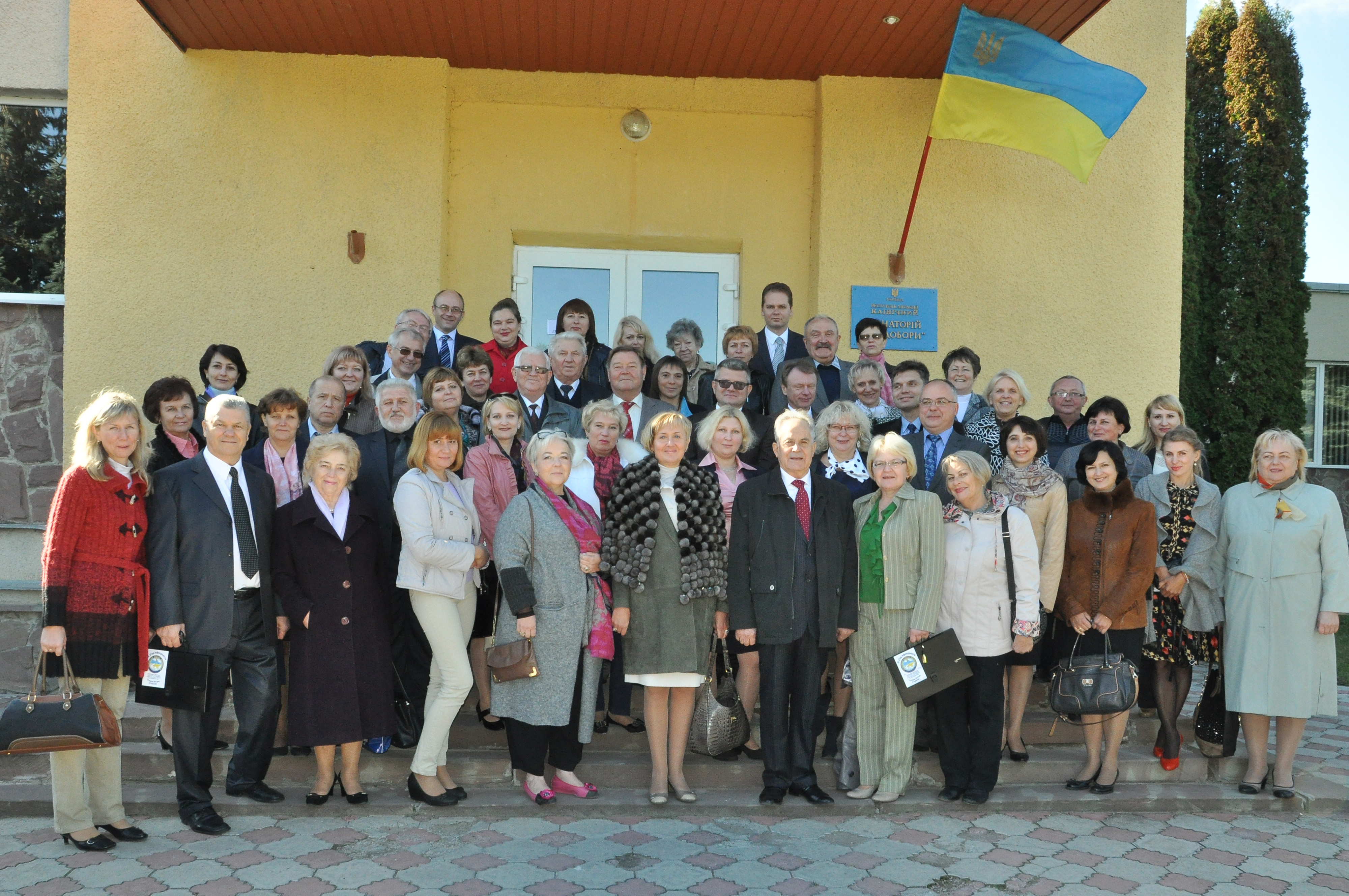
Учасники IX з'їзду інфекціоністів України, який відбувся 7–9 жовтня 2015 року в санаторії «Медобори»

IX з'їзд інфекціоністів України відбувся в санаторії «Медобори» 7–9 жовтня 2015 року.